# Czermosznoj (rejon fatieżski)
Czermosznoj (ros. Чермошной) – osiedle typu wiejskiego w zachodniej Rosji, centrum administracyjne sielsowietu baninskiego w rejonie fatieżskim (obwód kurski).

## Geografia
Miejscowość położona jest w dorzeczu Usoży (lewy dopływ Swapy w dorzeczu Sejmu), 4 km na północ od centrum administracyjnego rejonu (Fatież), 49 km na północny zachód od Kurska, przy drodze magistralnej (federalnego znaczenia) M2 «Krym» (część trasy europejskiej E105).
W osiedlu znajduje się 67 posesji.
Klimat
Miejscowość, jak i cały rejon, znajduje się w strefie klimatu kontynentalnego z łagodnym ciepłym latem i równomiernie rozłożonymi opadami rocznymi (Dfb w klasyfikacji klimatów Köppena).

## Demografia
W 2010 r. osiedle zamieszkiwało 286 osób.